# Steganomus junodi
Steganomus junodi är en biart som beskrevs av Giovanni Gribodo 1895.
Steganomus junodi ingår i släktet Steganomus och familjen vägbin. Inga underarter finns listade i Catalogue of Life.